# Haus der Weisheit (Bagdad)

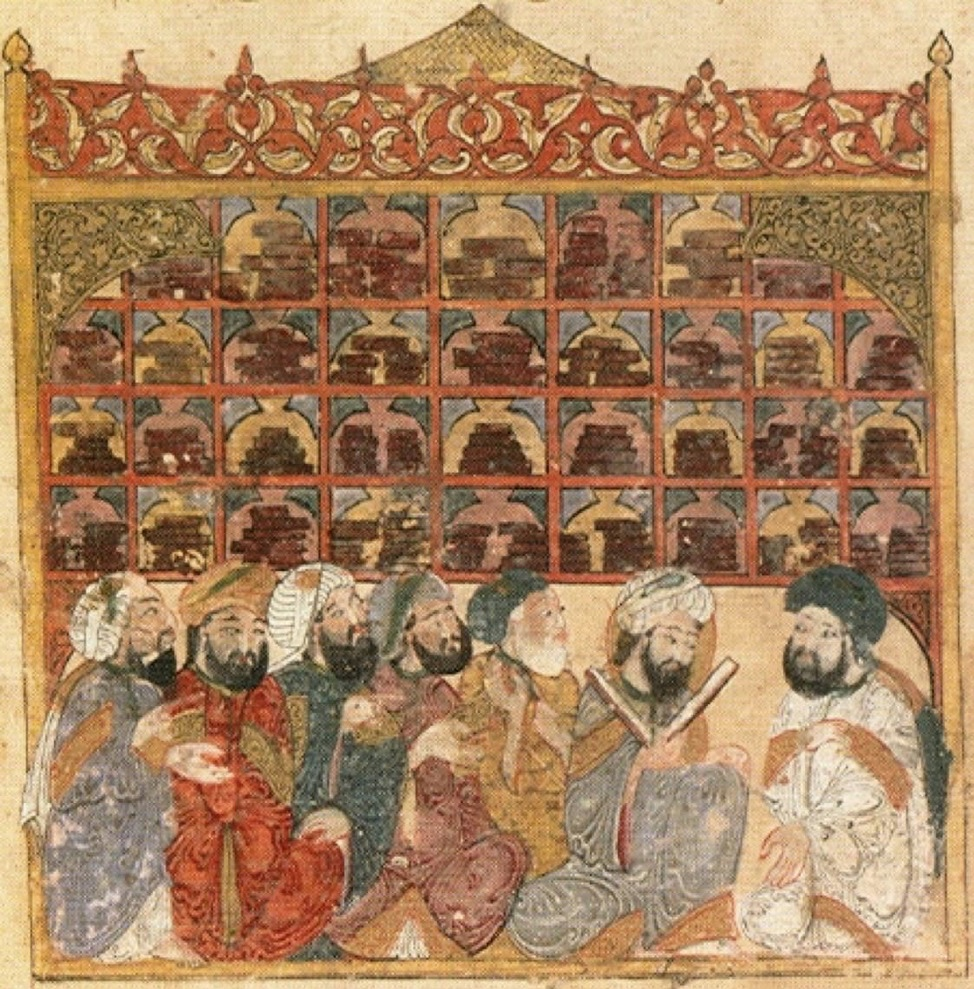
Gelehrte in einer abbasidischen Bibliothek in Bagdad. Illustration von Yahyá al-Wasiti, 1237.

Das Haus der Weisheit (arabisch بيت الحكمة, DMG Bait al-Ḥikma ‚Stätte der Weisheit‘) war eine Art Akademie, die im Jahr 825 von dem Abbasiden-Kalifen al-Ma'mūn in Bagdad gegründet wurde. Als Vorbild des Hauses der Weisheit diente die wesentlich ältere Akademie von Gundischapur.
Im Haus der Weisheit arbeiteten zeitweise rund 90 Menschen an wissenschaftlichen Übersetzungen, vor allem aus dem Griechischen, aber auch aus dem Aramäischen und Persischen in die arabische Sprache. Al-Ma'mūn schickte dafür einen Gelehrten seines Hofs nach Byzanz und bat den Kaiser, ihm mathematische Werke (u. a. die des Euklid) zu übergeben. Im Haus wurden alle Werke der Antike übersetzt, die aufzufinden waren, unter anderem von Galen, Hippokrates, Platon, Aristoteles, Ptolemäus oder Archimedes. Unter der Leitung des christlichen Arztes Hunayn ibn Ishaq entwickelten sie ebenso eine Technik des konzeptionellen anstelle des wörtlichen Übersetzens. Auch sein Sohn Ishāq ibn Hunain wirkte hier als Übersetzer von Euklids Elementen mit dem ebenfalls dort wirkenden Mathematiker und Astronomen Thabit ibn Qurra.
In Bagdad arbeiteten nach Aussagen des Historikers Ibn al-Qifti in der Epoche des Aufbaus des Hauses 37 Christen, 8 Sabäer und 9 Juden. Sie waren aufgrund ihrer Fachkenntnisse sowie Sprachkenntnisse wichtig für den Aufbau des Hauses. Unter den Mitarbeitern waren neben den erwähnten Hunain ibn Ishaq und Thabit ibn Qurra unter anderem al-Abbas ibn Said al-Dschauhari, der Philosoph al-Kindī, die Banū-Mūsā-Brüder und der Mathematiker al-Chwarizmi.
Neben dem Übersetzungszentrum zählt man zum Haus der Weisheit auch ein Observatorium, eine Akademie und eine reichhaltige Bibliothek sowie ein Krankenhaus. Nach dem Vorbild der Institution wurden ähnliche Einrichtungen in Córdoba und Sevilla geschaffen. Der Fatimiden-Kalif al-Hakim ließ um 1000 ein Haus der Weisheit in Kairo einrichten.
Bagdad wurde im Jahre 1258 von den Mongolen unter Hülegü erobert, das Haus der Weisheit dabei zusammen mit allen anderen Bibliotheken zerstört.
Die Gründung des Hauses wurde durch die Entwicklung der Papierherstellung im arabischen Raum begünstigt. In Bagdad baute man zu dieser Zeit eine Papiermühle. Auf dem Suq al-Warraqin, dem Papiermarkt, gab es 100 Papiergeschäfte, von denen manches, von Lehrern und Schriftstellern betrieben, ein eigenes kleines Wissenschafts- und Literaturzentrum war. Die berühmtesten Papierhändler waren Ahmad ibn Abi Tahir (819–893) und Abu l-Faradsch Muhammad ibn Ishaq (gest. 995).